# اچ‌ام‌سی‌اس یلونایف
اچ‌ام‌سی‌اس یلونایف (به انگلیسی: HMCS Yellowknife) یک کشتی است که طول آن ۵۵٫۳ متر (۱۸۱٫۴۳ فوت) می‌باشد. این کشتی در سال ۱۹۹۷ ساخته شد.